# سوفي ويلسون
صوفي ويلسون (بالإنجليزية: Sophie Wilson)‏ (ولد كشاب باسم روجيه ويلسون في انكلترا عام 1957) وهي عالمة حاسوب بريطانية. عرفت لتصميمها Acorn Micro-Computer الأولى من سلسلة طويلة من أجهزة الكمبيوتر المباعة من قبل Acorn Computers Ltd  بالإضافة إلى مجموعة التعليمات للمعالج الناجح للغاية آيه آر أم .

## تعليمها
درست في جامعة كامبريدج علوم الحاسب والرياضيات.

## حياتها ومهنتها
في عام 1978، صممت جهاز Acorn Micro-Computer، وهو الأول من سلسلة طويلة من أجهزة الكمبيوتر المباعة من قبل Acorn Computers Ltd في عام 1981، مددت ويلسون لغة البرمجة Acorn Atom's BASIC إلى نسخة محسنة لـ Acorn Proton، وهو حاسوب صغير يقبل لغة البرمجة أكرن للفوز بالعقد مع هيئة الإذاعة البريطانية BBC وذلك لطموحاتهم بمشروع تعليم الحاسوب، عندها أصبح Proton معالج BBC وتم تطوير لغة البرمجة من BASIC إلى BBC BASIC.

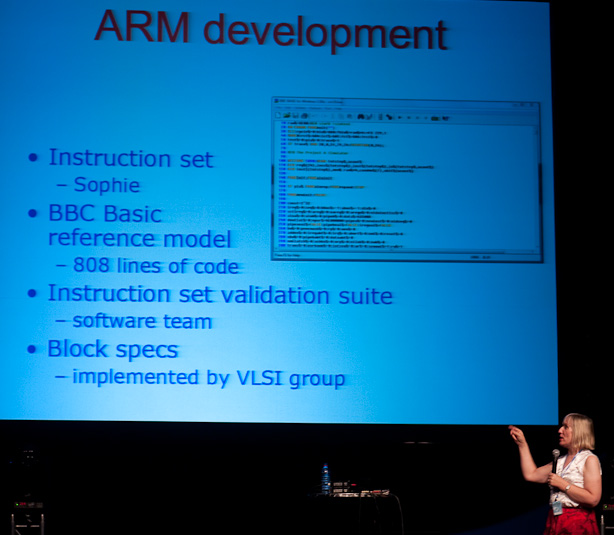
سوفي ويلسون تقوم بإعطاء محاضرة عن بنية معالج ARM

في 1983 صممت مجموعة التعليمات لأحد معالجي مجموعة تعليمات الحوسبة المخفضة, (the Acorn RISC Machine (ARM لتصبح في وقت لاحق أحد أكثر IP-cores نجاحا
(أي نواة وحدة المعالجة المركزية المرخصة) في التسعينيات والألفينيات.
صممت ويلسون Acorn Replay هيكل الفيديو لألات أكورن. والتي تضمنت ملحقات نظام التشغيل للوصول الفيديو بالإضافة إلى إلى الترميز بذاته الأمثل لتشغيل الفيديو ذات الإطار عالي الدقة على وحدات المعالجة المركزية ARM من ARM 2 فصاعدا .
كانت عضوا في مجلس إدارة شركة التكنلوجيا والألعاب (ايدوز) و التي اشترت واسست ايدوز التفاعلية في الأعوام التي تلت ظهورها في 1990. و كانت مستشارة ل ARM عنما كانت منفصلة عن Acorn في 1990.
منذ زوال الAcorn Computers قامت ويلسون بعدد قليل من الظهور في المناسبات العامة لتتحدث عن وقتها هناك. ويلسون الآن هي مديرة التصميم في IC
في برودكوم كامبريدج مكتب المملكة المتحدة.
والآن هي مديرة أيسي ديزاين في مكتب برودس كوم في كامبريدج المملكة المتحدة
وكانت المهندسة الرئيسة لمعالج فايرباث في برودكوم. فايرباث لها تاريخ في حواسيب أكورن التي بعد إعادة تسميتها إلى العنصر 14 تم شراؤها من قبل برودكومعام 2000.
أدرجت في عام 2011 في Maximum PC كرقم8 في مقالة معنونة بـ أكثر 15 امرأة مهمة في تاريخ التقنية وقد منحت جائزة زميل من قبل متحف تاريخ الكومبيوتر في ولاية كليفورنيا في 2012  في عام 2013 انتخبت لتكون زميلة في الجمعية المكلية المرموقة.

## حياتها الشخصية
كلا والديها معلمان، والدها معلم لغة إنكليزية، وأمها معلمة فيزياء.
تعتبر ويلسون من المتحولين جنسيا. وتم تمثيل شخصيتها من قبل بتلر ستيفان في دراما باسم Micro Men على تلفزيون BBC كما ظهرت ويلسون بنفسها ضمن هذه الدراما (ظهورا بسيطا للدعاية ) كصاحبة حانة.

## المصدر
1. ↑   http://wit.library.cornell.edu/show.html?id=64. {{استشهاد ويب}}: |url= بحاجة لعنوان (مساعدة) والوسيط |title= غير موجود أو فارغ (من ويكي بيانات) (مساعدة)
2. ↑   https://computerhistory.org/profile/sophie-wilson/?alias=bio&person=sophie-wilson. {{استشهاد ويب}}: |url= بحاجة لعنوان (مساعدة) والوسيط |title= غير موجود أو فارغ (من ويكي بيانات) (مساعدة)
3. 1 2   https://web.archive.org/web/20140425000218/https://royalsociety.org/about-us/fellowship/new-fellows-2013/. اطلع عليه بتاريخ 2022-05-01. {{استشهاد ويب}}: |url= بحاجة لعنوان (مساعدة) والوسيط |title= غير موجود أو فارغ (من ويكي بيانات) (مساعدة)
4. ↑   https://www.nae.edu/55291/DraperWinners#tabs. {{استشهاد ويب}}: |url= بحاجة لعنوان (مساعدة) والوسيط |title= غير موجود أو فارغ (من ويكي بيانات) (مساعدة)
5. ↑  Russell، R. T. "A History of BBC BASIC". مؤرشف من الأصل في 2018-10-23. اطلع عليه بتاريخ 2007-06-10.
6. ↑  "CU Computer Preservation Society 1998–1999". Cambridge University Computer Preservation Society. 29 أغسطس 2002. مؤرشف من الأصل في 2016-03-04. اطلع عليه بتاريخ 2011-06-28. On 20th October 1998, Sophie Wilson spoke to an audience of 22 about Acorn from the BBC to the ARM.
7. ↑  Murry، Sarah. "Broadcom Engineer Sophie Wilson Named Computer History Museum 2012 Fellow". Broadcom. مؤرشف من الأصل في 2013-01-01. اطلع عليه بتاريخ 2012-05-22.
8. ↑  Smotherman، Mark. "Which Machines Do Computer Architects Admire?". مؤرشف من الأصل في 2012-07-31. اطلع عليه بتاريخ 2012-05-22.
9. ↑  Bouman, Amber (1 مارس 2011). "The 15 Most Important Women in Tech History". Maximum PC. مؤرشف من الأصل في 2015-05-02. اطلع عليه بتاريخ 2012-03-12.
10. ↑  Sweet, Carina (19 يناير 2012). "The Computer History Museum Announces Its 2012 Fellow Award Honorees". MarketWatch. مؤرشف من الأصل في 2012-01-22. اطلع عليه بتاريخ 2012-01-30. today announced its 2012 Fellow Award honorees: [...] Steve Furber and Sophie Wilson, chief architects of the ARM processor architecture [...]
11. ↑  "Fellow Awards - Sophie Wilson". متحف تاريخ الحاسوب. مؤرشف من الأصل في 2016-08-02. اطلع عليه بتاريخ 2012-01-30.
12. ↑  Williams, Alun (20 يناير 2012). "Four ARM cores for every person on earth – Furber, Wilson honoured". Electronics Weekly. مؤرشف من الأصل في 2012-01-23. اطلع عليه بتاريخ 2012-03-07.
13. ↑  Murry, Sarah (19 يناير 2012). "Broadcom Engineer Sophie Wilson Named Computer History Museum 2012 Fellow". برودكوم. مؤرشف من الأصل في 2013-01-01. اطلع عليه بتاريخ 2012-03-07.
14. ↑  Royal Society نسخة محفوظة 22 فبراير 2014 على موقع واي باك مشين.
15. ↑  "sufficiently advanced technology : the gathering". Need To Know  [لغات أخرى]‏. 25 يناير 2002. مؤرشف من الأصل في 2018-10-09. اطلع عليه بتاريخ 2010-06-20.{{استشهاد بخبر}}:  صيانة الاستشهاد: علامات ترقيم زائدة (link)
16. ↑  Williams، Chris (08). "BBC4's Micro Men: an interview and review". Drobe. مؤرشف من الأصل في 20 أغسطس 2018. اطلع عليه بتاريخ 20 June 2010. {{استشهاد ويب}}: تحقق من التاريخ في: |تاريخ= و|سنة= لا يطابق |تاريخ= (مساعدة) والوسيط غير المعروف |شهر= تم تجاهله يقترح استخدام |تاريخ= (مساعدة)